# Roberto de Luxemburgo
Roberto de Luxemburgo, Príncipe de Nassau, Príncipe de Borbón-Parma (Robert Louis François Marie de Nassau-Weilburg; Fischbach, 14 de agosto de 1968) es un noble luxemburgués. Miembro de la familia gran ducal luxemburguesa, es primo hermano de Enrique, actual Gran Duque de Luxemburgo.
El príncipe Roberto es actualmente presidente de Domaine Clarence Dillon, una compañía vinícola francesa fundada por su bisabuelo materno, Clarence Dillon. Desde noviembre de 2024, ocupa el puesto 15.º en la línea de sucesión al trono de Luxemburgo.

## Carrera
En 1992, el príncipe Roberto y su futura esposa escribieron un guion basado en Don Juan. Esto llamó la atención de Steven Spielberg y la Agencia de Artistas Creativos. Dejó la escritura de guiones para unirse al negocio vinícola familiar.
En 1993, el príncipe Roberto se incorporó a la junta directiva de Domaine Clarence Dillon, la compañía vinícola francesa fundada por su bisabuelo, Clarence Dillon, propietaria de algunas de las fincas más prestigiosas del mundo, como Château Haut-Brion, Château La Mission Haut-Brion y Château Quintus. En 2002, asumió la dirección general. Sucedió a su madre, la duquesa de Mouchy y Poix, como presidente en 2008.
Como presidente, el príncipe Roberto supervisó la creación de una de las mayores fincas de Saint-Émilion y la apertura del restaurante Le Clarence, un restaurante con dos estrellas Michelin en el VIII distrito de París, en 2015.
En 2018, el príncipe Roberto y Domaine Clarence Dillon se unieron a Primum Familiae Vini, una asociación de bodegas familiares con una membresía limitada a doce familias.